# Tanas

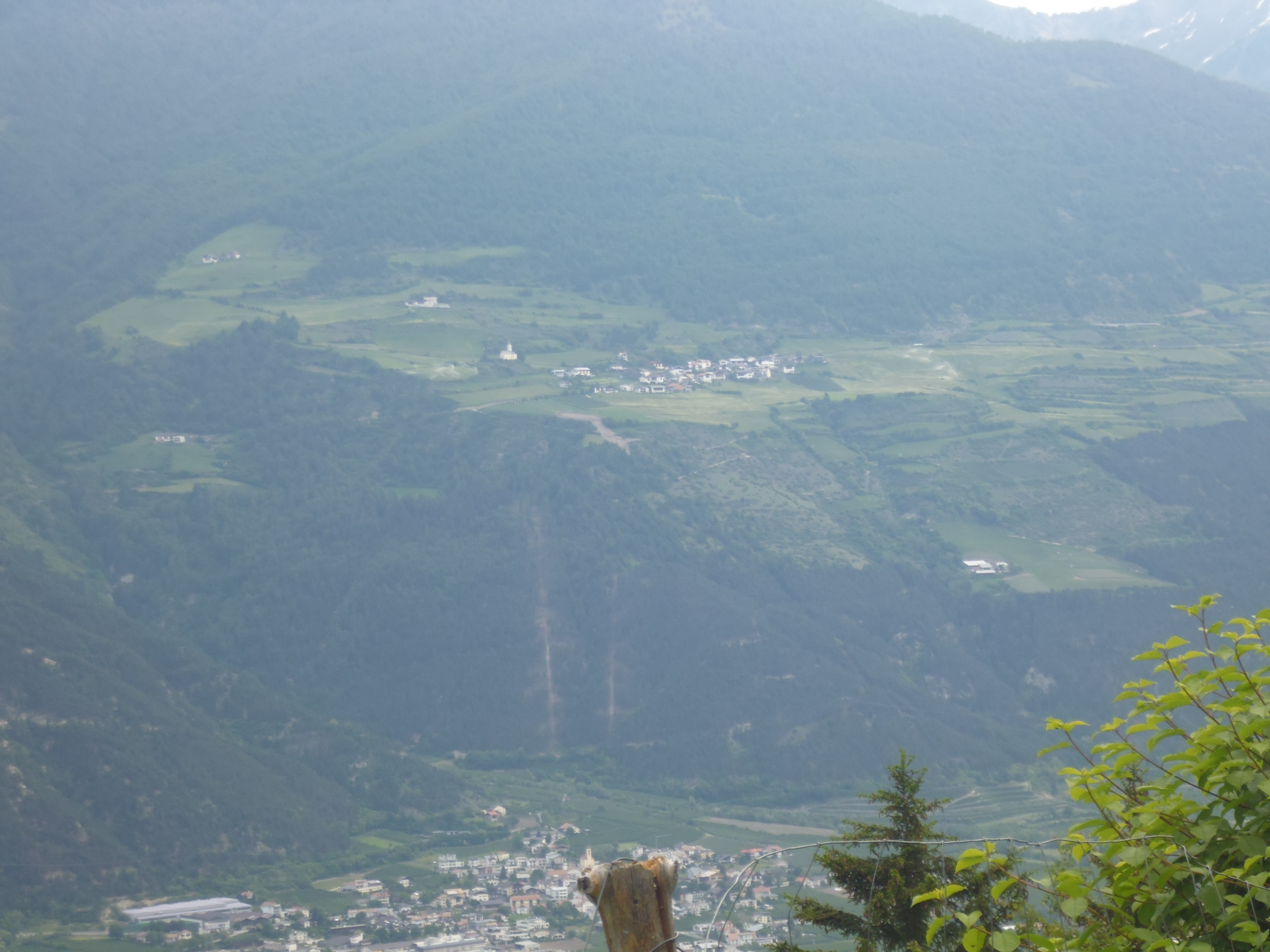
Tanas vom Nördersberg aus

Tanas (gesprochen [tana:s]) ist eine Fraktion der Gemeinde Laas in Südtirol. Sie befindet sich im Vinschgau an den Hängen des Sonnenbergs auf 1400 Meter Seehöhe.
Tanas ist ein langsam gewachsenes Haufendorf und die einzige geschlossene dörfliche Siedlung am sehr trockenen Sonnenberg, der sonst nur kleine Weiler und Bergbauernhöfe in Einzelgehöftlagen aufweist. Der Name erscheint 1293 erstmals als Tanaus leitet sich möglicherweise von lateinisch montanasticus ‚Bergdorf‘ ab. Möglich ist auch, dass ein 1268 verschriftlichter Ulricus de Funtanaus aus diesem Dorf kommt, dann wäre das Ausgangswort lateinisch (ad aquas) fontanas ‚bei den Quellwassern‘ gewesen. Diese Deutung würde sich wohl ursprünglich auf den Tanaser Grebn beziehen, aus dem der Tanaser Bach ins Tal fließt.
Das bis dato eigenständige Tanas wurde 1929 der Gemeinde Laas zugeschlagen. Die Panoramastraße Laas-Tanas wurde 1968/69 gebaut und 1974 bis Schluderns weitergeführt; sie bietet eindrucksvolle Blicke in die gegenüberliegende Ortler-Alpen und auf den Talboden des Vinschgau und verdeutlicht den Gegensatz zwischen fruchtbarem Kulturland und hochalpiner Gletscherlandschaft. Seit 1972 wurden umfangreiche Sanierungsarbeiten an Wohn- und Wirtschaftsgebäuden durchgeführt, so wurden zu allen Bergbauernhöfen asphaltierte Zufahrtsstraßen angelegt und die enge Dorfstraße verbreitert. Der Sonnenberg kämpft mit der Abwanderung der Bergbauern, die seit jeher mit der Unbill der Natur und wirtschaftlichen Problemen zu kämpfen hatten.
Für die Kinder der Bergbauernhöfe besteht in Tanas eine einklassige Grundschule für die deutsche Sprachgruppe, die im Schuljahr 2013/2014 nur neun Schülern beherbergte. Einige Höfe wurden aufgegeben, so Obermühl, Lochmühle, Ziederhof und Vogelsang.

## Kirchen
In Tanas stehen drei Kirchen:
- St. Peter
- St. Anna im Dorf
- Herz-Jesu-Kirche